# Repubblica cecena di Ichkeria
La Repubblica cecena di Ichkeria (in ceceno: Нохчийн Республик Ичкери, Nóxçiyn Paçẋalq Içkeri; in russo Чеченская Республика Ичкерия?, Čečenskaja Respublika Ičkerija; fino al 1994 Noxçiyçö) è stata un'entità statuale non riconosciuta creata dal governo separatista ceceno e proclamata dal leader secessionista ceceno Džochar Dudaev nel 1991.
Alla fine del 2007 il presidente della Repubblica di Ichkeria in esilio Dokka Umarov ha ripristinato la denominazione Noxçiyçö, proclamando l'annessione della regione al cosiddetto Emirato del Caucaso, altra realtà politica non riconosciuta della quale si è autoproclamato emiro. Questo mutamento di status è stato tuttavia rifiutato dal resto del movimento separatista ceceno e dalle milizie separatiste che tuttora operano sul campo per l'autonomia della Cecenia.

## Storia

### 1991-1994
Nel novembre 1990 l'ex comandante della base sovietica di Tartu, Estonia, Džochar Dudaev, venne eletto a capo del Comitato Esecutivo del movimento indipendentista ceceno Congresso Nazionale del Popolo Ceceno che avocò a sé l'autonomia della Cecenia come repubblica separata dall'Unione Sovietica. Nel 1991 lo stesso Dudaev vinse la corsa alla Presidenza dell'autoproclamata repubblica.
In questa nuova veste, Dudaev dichiarò unilateralmente la sovranità della Repubblica di Ichkeria e la sua secessione dall'Unione Sovietica e dalla Russia. Il nuovo Stato non venne riconosciuto da nessun'altra nazione se non dalla Georgia guidata dal leader indipendentista georgiano Zviad Gamsakhurdia, rimanendo sotto la continua minaccia di invasione da parte delle forze della neonata Federazione Russa.
La politica interna di Dudaev fu fortemente caratterizzata nei primi anni '90 da una condotta criminosa fatta di rapimenti e altre attività illegali con lo scopo di sovvenzionare la propria fazione nella lotta interna con altri gruppi armati per il controllo del territorio ceceno. Forte fu anche la spinta verso la discriminazione etnica, soprattutto nei confronti delle etnie non cecene, in particolare verso le popolazioni slave, costrette a fuggire in massa in Russia e nel territorio della Ossezia Settentrionale-Alania.
Nel marzo 1992 Dudaev procedette alla proclamazione della costituzione della Repubblica Cecena di Ichkeria, ma in quello stesso mese l'opposizione filo-russa tentò un colpo di Stato, che venne sventato con la forza delle armi. Un mese dopo lo stesso Dudaev decise di rafforzare il proprio potere aumentando il ruolo del Presidente e sciogliendo di fatto il Parlamento ceceno. Come risposta a questa ulteriore decisione, le forze armate federali russe distaccate per sedare la rivolta in Ossezia, vennero inviate ai confini ceceni nell'ottobre 1992. Questo spostamento di truppe venne considerato ufficialmente da Dudaev come una minaccia diretta alla sicurezza nazionale cecena e intimò ai soldati russi di ritirarsi dal confine ceceno, dichiarando contemporaneamente lo stato d'emergenza. Dopo aver organizzato un secondo colpo di Stato sventato ancora una volta da Dudaev, l'opposizione si organizzò in un Governo Provvisorio per prendere la guida del paese, chiedendo contemporaneamente supporto alla Russia.

### 1994-1999
Il periodo che va dal 1994 al 1996 è stato segnato dagli eventi della prima guerra cecena, con l'intervento delle truppe dell'esercito della Federazione Russa, che tuttavia non riuscirono a ristabilire la sovranità della Federazione in territorio ceceno.
Dopo il primo conflitto ceceno, ebbero luogo in Cecenia nel gennaio 1997 le elezioni presidenziali e quelle del parlamento ceceno, che portarono all'elezione in qualità di Primo Ministro il leader politico Aslan Maschadov. La politica di Maschadov fu di mantenere la sovranità cecena cercando tuttavia di ottenere aiuti economici da parte di Mosca, per ricostruire l'economia e le infrastrutture andate distrutte durante l'invasione russa. La Russia inviò fondi e sovvenzioni per ricostruire diverse strutture cecene e denaro contante per pensioni e fondi da utilizzare per la ricostruzione di scuole e ospedali. Tuttavia gran parte di questo fiume di denaro venne rubato dalle autorità cecene e spartito tra i vari signori della guerra che imperversavano con le loro bande paramilitari in tutto il territorio ceceno. Per fronteggiare il pericolo di anarchia, in territorio ceceno restarono in servizio due brigate russe. Nel contempo, nel tentativo di trovare una via autonoma di sovvenzionare l'economia cecena, Maschadov cercò di creare un mercato preferenziale per il commercio di petrolio con alcune nazioni europee, prima tra tutti il Regno Unito.
La situazione interna degenerò ulteriormente quando l'incapacità di Maschadov di ricostruire l'economia del paese portò a un inasprimento della lotta tra bande e all'aumento della criminalità, dedita soprattutto al saccheggio e al rapimento di stranieri e di ceceni agiati. Questa situazione di insicurezza influì in maniera negativa sull'afflusso di capitali stranieri in Cecenia, soprattutto dopo l'omicidio di quattro dipendenti britannici della Granger Telecom nel 1998. In quello stesso anno Maschadov proclamò la Repubblica Islamica di Ichkeria e introdusse come nuovo sistema giuridico la shari'a islamica. Egli intraprese in concomitanza una dura campagna contro i rapimenti ma il 25 ottobre 1998 il suo ufficiale a capo della campagna contro i rapimenti, Shadid Bargishev, venne brutalmente assassinato in un attentato. Maschadov accusò di questi rapimenti e dell'attentato a Bargishev alcune imprecisate forze esterne a cui affiancò alcuni tra i signori della guerra che davano segnali di avvicinamento alla Russia e che nella Seconda guerra cecena avrebbero appoggiato i russi nell'assalto al territorio ceceno.

### Dopo il 2000
A partire dalla caduta di Groznyj nel 2000, alcuni leader politici della Repubblica di Ichkeria si sono rifugiati in esilio, soprattutto nei vicini paesi arabi, ma anche in Polonia, negli Stati Uniti d'America e nel Regno Unito. Il 31 ottobre 2007 l'agenzia cecena separatista Chechenpress ha riportato la notizia che il Presidente ceceno in esilio Dokka Umarov ha proclamato la nascita del cosiddetto Emirato del Caucaso autoproclamandosi emiro del nuovo Stato, non ufficialmente riconosciuto da alcuna nazione della comunità internazionale. Per iniziativa dello stesso Umarov, la Repubblica Cecena di Ichkeria è diventata un Wilaya (ovvero una provincia) dell'Emirato Caucasico, diventando così il Vilayet di Noxçiyçö dell'Emirato del Caucaso. Questo nuovo nome è stato contestato da molti leader separatisti ceceni i quali continuano a sostenere e a combattere la causa della Repubblica Cecena di Ichkeria. A partire dal novembre 2007 Akhmed Zakayev continua a professarsi Primo Ministro in esilio della Repubblica Cecena di Ichkeria. Il 18 ottobre 2022 il parlamento ucraino ha riconosciuto la Repubblica Cecena di Ichkeria.